# Ian Hunter (rugbista)
Ian G. Hunter (Londra, 15 febbraio 1969) è un ex rugbista a 15 e dirigente d'azienda britannico, nazionale inglese, già centro/ala dei Northampton Saints.

## Biografia
Grafico di professione, Hunter trascorse parte dell'infanzia in Nuova Zelanda; tornato in Inghilterra, iniziò la pratica rugbistica.
Debuttò in Nazionale inglese nel 1992, in un test autunnale contro il Canada; nella partita successiva, nel corso del Cinque Nazioni 1993, marcò una meta contro la Francia.
Ciononostante fu sempre poco utilizzato in Nazionale, anche per via della concorrenza di Tony Underwood.
Nel 1993 fu convocato per il tour dei British Lions in Nuova Zelanda ma non scese mai in campo in alcun test match a causa di un infortunio alla spalla che lo costrinse a lasciare anzitempo la spedizione.
Gli ultimi incontri internazionali risalgono alla Coppa del Mondo di rugby 1995 in Sudafrica: l'ultima presenza assoluta fu la finale per il terzo posto in tale competizione, di nuovo contro la Francia.
A causa di un problema mai risolto alla spalla smise di giocare nel 1999 a 30 anni; oggi è direttore esecutivo della Jellyfish Creative, compagnia di soluzioni software orientata al settore legale; sposato dal 1999, ha una figlia.